# Puig de Sant Miquel (Montuïri)
|  | Per a altres significats, vegeu «Puig de Sant Miquel». |

El Puig de Sant Miquel és una muntanya de 259 m del terme de Montuïri, a Mallorca. Al cim, s'hi troba l'oratori de la Mare de Déu de la Bona Pau.

## Etimologia
El nom actual prové de l'advocació del sant titular de l'oratori fins al segle xvii. La denominació més antiga que es coneix és puig d'en Romanyà al segle xiv. També fou anomenat puig dels Bous fins al segle xix.

## Història
En el Repartiment, després de la conquesta catalana, sembla que les terres del puig, que llavors s'anomenava Mianes, anaren a parar a l'Orde del Temple que hi hauria construït una capella a Sant Miquel. L'extinció d'aquest orde militar feu passar les terres als hospitalers.

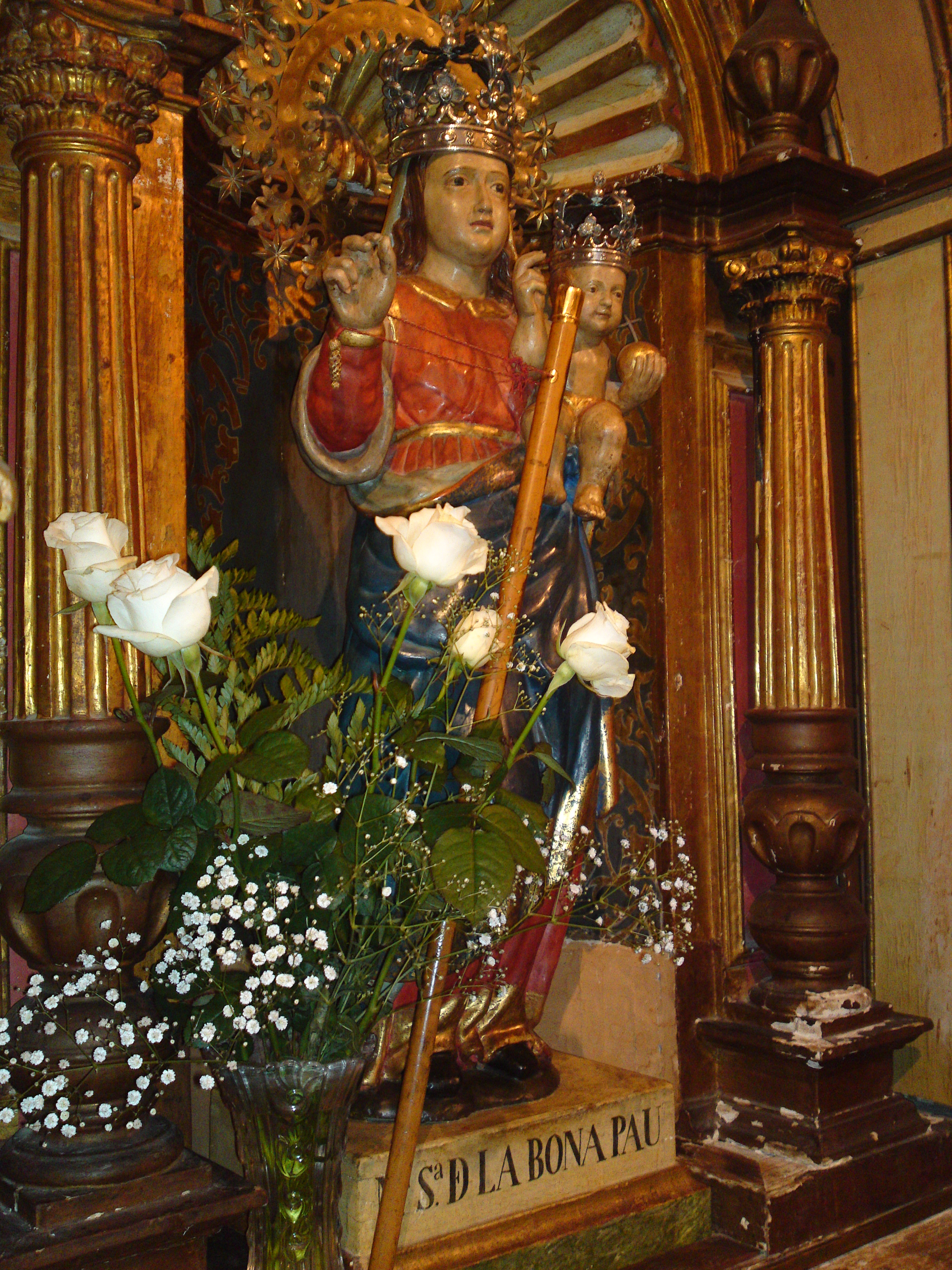
Imatge de la Mare de Déu de la Bona Pau titular de l'oratori i la vara del batle del Puig

El 1855 la desamortització, malgrat les peticions de l'ajuntament, afecta el puig. A partir de 1870, el Puig passa per diverses mans fins que la comtessa d'Aymans la cedeix a les religioses de l'Asil del Temple, conegudes com a vermelletes. El 1951 a iniciativa i treball del poble de Montuïri es construí la carretera nova que facilità l'accés.
La tercera festa de Pasqua, el poble de Montuïri puja en pancaritat al puig on se celebra una missa i la banda de música ofereix un concert. Aquell dia presideix la diada la persona elegida pels seus mèrits anomenat el batle del Puig. Aquest dia també és tradicional que s'hi practiqui el joc de tella.

## Llocs d'interès
- Cova Celada i Sa Font Celada:[5] Cavitat situada vora la carretera que s'apropa al cim amb un petit estany d'aigua (actualment tancat amb una reixa) que forma part d'una font del mateix nom. A la part superior s'hi localitza un fòssil mutilat d'una estrella de mar i a la part esquerra una placa en recordança de les persones que impulsaren la nova carretera. Al segle xix sembla que hi morí un caçador anomenat Prats. El nom fa referència al lloc reclòs i no «cova salada», com de manera popular, s'ha identificat.[6]

- Potada del Dimoni:[7] Forat a la roca situat a l'esquerra de la bifurcació entre el camí que puja al puig i el que segueix cap a les Rotes. La tradició conta que el diable hi deixà la seva petja. El lloc també s'ha anomenat la  pedra del Puig o la potada del rei en Jaume. En l'ascens cap al cim durant el pancaritat que celebra el poble la tercera festa de Pasqua és habitual que els nins hi fiquin els dits.

- Antic cementiri: Cementiri provisional que s'habilità entre 1812-1814 i 1820-1823 en els períodes que la llei prohibia els enterraments dins les poblacions. Es troba a l'esquerra del darrer tram del camí vell que puja al cim.